# مرايا (مسلسل)
مرايا مسلسل سوري ناقد كوميدي متعدد الأجزاء عرض لأول مرة في عام 1982.
ارتبط اسم «مرايا» باسم الفنان ياسر العظمة الذي أدى أدوار البطولة في كل أجزائه، كما ارتبطت السلسلة ببعض الممثلين الذين غالبًا ما تربطهم صداقة بياسر العظمة مثل: سليم كلاس، وعصام عبه جي، وهالة حسني، وحسن دكَّاك، وبشار إسماعيل،  وتوفيق العشا، وعارف الطويل، وغيرهم.
عَرَضت أجزاء مرايا منذ انطلاقتها العشرات من القصص والحكايا بأسلوب كوميدي ناقد ساخر وجميل وتطرقت إلى العديد من المواضيع السياسية والاجتماعية والعائلية، مما وضع المسلسل على قمَّة المسلسلات الكوميدية العربية.
انتقد ياسر العظمة في هذا العمل أوضاعاً محلية سورية وأخرى عربية، وعانت سلسلة مرايا منذ العام 1982 من تهديدات منع العرض، ولكن ياسر العظمة لم يكن يأبه لهذا وقد حصل عدة مرات على دعم السلطة في تقديم ما يريد.
ويذكر أن الرئيس السابق حافظ الأسد قال له ذات مرة: «قل ما تريد ولا تخف من أحد وإذا كنت بحاجة للأفكار فأنا جاهز لأعطيك أفكارًا جديدة»، مما كان دعمًا كبيرًا للعظمة، جعله يقدِّم ما يريد ويوسع من هوامشه، وعمليات بحثه المضنية للخروج بأفكار جديدة كل عام.
خضعت سلسلة مرايا لتغيير في الاسم عدة مرات  فسميت «شوفوا الناس» و«حكايا المرايا» في بعض السنوات، ثم عادت لتكون «مرايا». فتح ياسر العظمة الأبواب لكتاب جدد واستقبل نصوصاً من كتاب معروفين، وهنا عادت المرايا لتزدهر، وشهدت مرحلة نهاية التسعينات حتى 2013 كماً لا بأس به من اللوحات الجديدة والمهمة.
ينجز ياسر العظمة حلقات مسلسل مراياه بنفسه، وكثيرا ما يبدل في المخرجين بين هشام شربتجي وسيف سبيعي وحاتم علي ومأمون البني. ولكن في النهاية تكمن المادة الأساسية في النص والممثل، وكلاهما يحمل توقيع ياسر العظمة.
لم يسلم العظمة من لسان منتقديه الذين اتهموه بالسرقة من الآداب العالمية ومن كتاب عرب بالإضافة إلى أنه كان ينسب أعمال آخرين إليه. وهذا الأمر كان العظمة يرد عليه عبر أعماله، إذ نادرا ما كان يميل إلى إجراء حوارات صحافية أو  يرد على منتقديه.
حققت السلسلة نجاحا باهرا وعُرضت أجزاء مرايا القديمة والحديثة على كافة الفضائيات العربية منذ الثمانينات وحتى اليوم، ولها حضور قوي ومميز يترقبه المشاهد العربي في كل مكان وخاصة لتنوع قصص وحكايات الحلقات والأجزاء وإبداع وتميز بطل سلسلة مرايا الفنان ياسر العظمة وكذلك الفنانين والفنانات المشاركين في تجسيدهم لشخصيات كثيرة متنوعة.

## فريق العمل

### التمثيل
شارك ببطولة مسلسل مرايا عدد كبير من نجوم الدراما السورية مثل: سليم كلاس، عصام عبه جي، هالة حسني، حسن دكاك، بشار إسماعيل، مها المصري، وفاء موصللي، توفيق العشا، هاني شاهين، سامية الجزائري، سلمى المصري، صباح الجزائري، فاديا خطاب، نادين الخوري، سوزان نجم الدين، فارس الحلو، مرح جبر، صباح بركات، رضوان عقيلي، عبد المنعم عمايري، وائل رمضان، جهاد عبدو، سيف الدين سبيعي، عبد الحكيم قطيفان.
وأسهم مسلسل مرايا في اكتشاف الكثير من مواهب التمثيل مثل: محمد قنوع، عابد فهد، كاريس بشار، عبير شمس الدين، باسل خياط، قصي خولي، صفاء سلطان، صفاء رقماني، سلافة معمار، دينا هارون، ليليا الأطرش، مانيا نبواني، وائل شرف، الليث المفتي، سوسن أرشيد، محمد عمر أوسو.
شهدت السنوات الخمس الأخيرة وفاة ممثلين ممن رافقوا "مرايا" منذ البداية، ومنهم من انضم إليها في الألفية الثالثة، وأبرز الوجوه التي فقدتها مرايا: توفيق العشا، دينا هارون، هالة حسني، سليم كلاس، حسن دكاك، محمد قنوع، محمد سعيد عبد السلام، إضافة إلى المخرج حاتم علي، والمخرج عدنان إبراهيم.

### الإخراج
تناوب على إخراج مسلسل مرايا 7 مخرجين وهم: هشام شربتجي، عدنان إبراهيم، مأمون البني، حاتم علي، سيف الدين سبيعي، سامر برقاوي، عامر فهد.

## المواسم

### نظرة عامة
| م | الموسم     | عدد الحلقات | الإسم | إخراج       | قصة وحوار   | تاريخ العرض  | شركة الإنتاج | مصادر |
| --- | ---------- | ----------- | ----- | ----------- | ----------- | ------------ | ------------ | ----- |
| 01 | مرايا 1982 | 8           | -     | هشام شربتجي | ياسر العظمة | 1 يناير 1982 |              | [ 9 ] |
| بطولة: عدنان بركات، فاديا خطاب، أحمد عداس، توفيق العشا، عصام عبه جي ، سامية الجزائري، نبيل خزام ، نادين خوري ، هيفاء واصف. |            |             |       |             |             |              |              |       |

| م | الموسم     | عدد الحلقات | الإسم | إخراج       | قصة وحوار   | تاريخ العرض | شركة الإنتاج                                                | مصادر  |
| --- | ---------- | ----------- | ----- | ----------- | ----------- | ----------- | ----------------------------------------------------------- | ------ |
| 02 | مرايا 1984 | 9           | -     | هشام شربتجي | ياسر العظمة |             | الهيئة العامة للإذاعة والتلفزيون السورية (التلفزيون السوري) | [ 10 ] |
| بطولة: سامية الجزائري، أحمد عداس، هالة شوكت، نادين خوري، سليم كلاس، فاديا خطاب، عبد الهادي الصباغ، عبد الفتاح المزين، أدهم الملا، رياض نحاس، توفيق العشا، أديب شحادة، محمد جبولي. |            |             |       |             |             |             |                                                             |        |

| م | الموسم     | عدد الحلقات | الإسم | إخراج       | قصة وحوار   | تاريخ العرض | شركة الإنتاج                                                                    | مصادر  |
| --- | ---------- | ----------- | ----- | ----------- | ----------- | ----------- | ------------------------------------------------------------------------------- | ------ |
| 03 | مرايا 1986 | 13          | -     | هشام شربتجي | ياسر العظمة |             | الشركة الأردنية للإنتاج التلفزيوني والإذاعي والسينمائي المساهمة العامة المحدودة | [ 11 ] |
| بطولة: سليم كلاس، رضوان عقيلي، نادين خوري، هالة حسني، فاديا خطاب، عصام عبه جي، هاني شاهين، توفيق العشا، عابد فهد، عبد الفتاح المزين. |            |             |       |             |             |             |                                                                                 |        |

| م | الموسم     | عدد الحلقات | الإسم | إخراج       | قصة وحوار   | تاريخ العرض | شركة الإنتاج              | مصادر  |
| --- | ---------- | ----------- | ----- | ----------- | ----------- | ----------- | ------------------------- | ------ |
| 04 | مرايا 1988 | 13          | -     | هشام شربتجي | ياسر العظمة |             | آرا للإنتاج الفني (توزيع) | [ 12 ] |
| بطولة: نادين خوري ، سليم كلاس، عصام عبه جي، مها المصري، رياض نحاس، هالة حسني، عبد الفتاح المزين، توفيق العشا، هاني شاهين، عابد فهد، لجين بركات. |            |             |       |             |             |             |                           |        |

| م | الموسم     | عدد الحلقات | الإسم       | إخراج       | قصة وحوار   | تاريخ العرض  | شركة الإنتاج      | مصادر |
| --- | ---------- | ----------- | ----------- | ----------- | ----------- | ------------ | ----------------- | ----- |
| 05 | مرايا 1991 | 30          | شوفوا الناس | هشام شربتجي | ياسر العظمة | 17 مارس 1991 | آرا للإنتاج الفني |       |
| بطولة: سامية الجزائري، سليم كلاس ، نادين خوري، عابد فهد، مها المصري، هاني شاهين، هالة حسني، عصام عبه جي، توفيق العشا. |            |             |             |             |             |              |                   |       |

| م | الموسم     | عدد الحلقات | الإسم | إخراج         | قصة وحوار   | تاريخ العرض  | شركة الإنتاج      | مصادر  |
| --- | ---------- | ----------- | ----- | ------------- | ----------- | ------------ | ----------------- | ------ |
| 06 | مرايا 1995 | 24          | -     | عدنان إبراهيم | ياسر العظمة | 1 يناير 1995 | آرا للإنتاج الفني | [ 13 ] |
| بطولة: فاديا خطاب، سليم كلاس، عصام عبه جي، هالة حسني، حسن دكاك، توفيق العشا، هاني شاهين، فارس الحلو، أيمن رضا، محمد جبولي، يوسف حرب، سيف الدين سبيعي، مها المصري (ضيفة شرف) سوزان نجم الدين. |            |             |       |               |             |              |                   |        |

| م | الموسم     | عدد الحلقات | الإسم | إخراج         | قصة وحوار           | تاريخ العرض | شركة الإنتاج      | مصادر  |
| --- | ---------- | ----------- | ----- | ------------- | ------------------- | ----------- | ----------------- | ------ |
| 07 | مرايا 1996 | 30          | -     | عدنان إبراهيم | ياسر العظمة مازن طه |             | آرا للإنتاج الفني | [ 14 ] |
| بطولة: سليم كلاس، مها المصري، عصام عبه جي، حسن دكاك، هاني شاهين، هالة حسني، عابد فهد، توفيق العشا، ليلى عوض، بشار إسماعيل، سيف الدين سبيعي، محمد الجبولي،(ضيفة شرف): مرح جبر بالاشتراك مع: سامية الجزائري. |            |             |       |               |                     |             |                   |        |

| م                                                                   | الموسم     | عدد الحلقات | الإسم | إخراج       | قصة وحوار   | تاريخ العرض   | شركة الإنتاج           | مصادر  |
| ------------------------------------------------------------------- | ---------- | ----------- | ----- | ----------- | ----------- | ------------- | ---------------------- | ------ |
| 08                                                                  | مرايا 1997 | 24          | -     | مأمون البني | ياسر العظمة | 10 يناير 1997 | شركة عرب للإنتاج الفني | [ 15 ] |
| بطولة: سامية الجزائري، سليم كلاس، مها المصري، عارف الطويل، مرح جبر. |            |             |       |             |             |               |                        |        |

| م | الموسم     | عدد الحلقات | الإسم | إخراج    | قصة وحوار                            | تاريخ العرض     | شركة الإنتاج                   | مصادر  |
| --- | ---------- | ----------- | ----- | -------- | ------------------------------------ | --------------- | ------------------------------ | ------ |
| 09 | مرايا 1998 | 26          | -     | حاتم علي | ياسر العظمة مازن طه دلع ممدوح الرحبي | 30 ديسيمبر 1997 | شركة عرب للإنتاج الفني (توزيع) | [ 16 ] |
| بطولة: سليم كلاس، مها المصري، عصام عبه جي، حاتم علي، حسن دكاك، هاني شاهين، عابد فهد، توفيق العشا، عارف الطويل، هالة حسني، كاريس بشار، بشار إسماعيل، سيف الدين سبيعي، عبير شمس الدين، ليليا الأطرش، سوسن ميخائيل، نسيمة ضاهر، ياسين أرناؤوط، محمد قنوع. بالاشتراك مع: سلمى المصري، وفاء موصللي، مي سكاف. |            |             |       |          |                                      |                 |                                |        |

| م | الموسم     | عدد الحلقات | الإسم | إخراج    | قصة وحوار           | تاريخ العرض    | شركة الإنتاج            | مصادر  |
| --- | ---------- | ----------- | ----- | -------- | ------------------- | -------------- | ----------------------- | ------ |
| 10 | مرايا 1999 | 30          | -     | حاتم علي | ياسر العظمة مازن طه | 8 ديسيمبر 1999 | شركة قارة للإنتاج الفني | [ 17 ] |
| بطولة: مها المصري، سليم كلاس، سامية الجزائري، عصام عبه جي، وفاء موصللي، عارف الطويل، هالة حسني، حسن دكاك، كاريس بشار، توفيق العشا، بشار إسماعيل، هاني شاهين، عبير شمس الدين، ليلى سمور، ليلى عوض، سيف الدين سبيعي، محمد قنوع، ياسين أرناؤوط. بالاشتراك مع: سلمى المصري ، حاتم علي. |            |             |       |          |                     |                |                         |        |

| م | الموسم     | عدد الحلقات | الإسم | إخراج       | قصة وحوار   | تاريخ العرض | شركة الإنتاج            | مصادر  |
| --- | ---------- | ----------- | ----- | ----------- | ----------- | ----------- | ----------------------- | ------ |
| 11 | مرايا 2000 | 32          | -     | مأمون البني | ياسر العظمة | نوفمبر 2000 | شركة قارة للإنتاج الفني | [ 18 ] |
| بطولة: سليم كلاس، مها المصري، عصام عبه جي، هالة حسني، حسن دكاك، وفاء موصللي، عارف الطويل، توفيق العشا، كاريس بشار، عابد فهد، هاني شاهين، حسن عويتي، ليلى سمور، بشار إسماعيل، عبير شمس الدين، سيف الدين سبيعي، وائل رمضان، إيمان عبد العزيز، أنطوانيت نجيب، محمد قنوع، ياسين أرناؤوط. بالاشتراك مع: سلمى المصري (ضيفة شرف): هالة شوكت. |            |             |       |             |             |             |                         |        |

| م | الموسم     | عدد الحلقات | الإسم         | إخراج       | قصة وحوار           | تاريخ العرض    | شركة الإنتاج           | مصادر  |
| --- | ---------- | ----------- | ------------- | ----------- | ------------------- | -------------- | ---------------------- | ------ |
| 12 | مرايا 2001 | 30          | حكايا المرايا | مأمون البني | ياسر العظمة مازن طه | 16 نوفمبر 2001 | شركة عرب للإنتاج الفني | [ 19 ] |
| بطولة: ياسر العظمة، بشار إسماعيل، عبير شمس الدين، حسن دكاك، عصام عبه جي، عارف الطويل، روعة ياسين، ليلى سمور، وائل رمضان، هالة حسني، توفيق العشا، صفاء رقماني، باسل خياط، سيف الدين سبيعي، محمد قنوع، مانيا نبواني، فادي صبيح، محمد حداقي، ليلى عوض، عاصم حواط، إيمان عبد العزيز، ياسين أرناؤوط. بالاشتراك مع: وفاء موصللي، صباح بركات، الطفل (محمود متيني). تمثيل: نبيل حلواني، أدهم مرشد، عادل شكري، أيمن بهنسي، ياسر عبد اللطيف، سوزان سكاف، رأفت بازو، جيني إسبر، سناء سواح، معن كوسا، بسام دكاك، راني أبو عيسى، مؤيد الملا، خلود الحفار، عبد الوهاب الحسكي، محمود عبدالعزيز أحمد، عبدالجليل آل يحيى، مروان سباعي، مايا الجاسم، محيي الدين البقاعي، أيمن المصري، محمد فلفلة، ليث المفتي، هيثم شيخوني، وسام شاهين، بشير القاضي، رانيا أحمد، رندة الأشقر، دارين حسن. |            |             |               |             |                     |                |                        |        |

| م | الموسم     | عدد الحلقات | الإسم        | إخراج       | قصة وحوار                             | تاريخ العرض  | شركة الإنتاج                   | مصادر  |
| --- | ---------- | ----------- | ------------ | ----------- | ------------------------------------- | ------------ | ------------------------------ | ------ |
| 13 | مرايا 2002 | 31          | حديث المرايا | مأمون البني | ياسر العظمة مازن طه نور الدين الهاشمي | 1 يناير 2002 | شركة عرب للإنتاج الفني (توزيع) | [ 21 ] |
| بطولة: ياسر العظمة، بشار إسماعيل، عبير شمس الدين، حسن دكاك ، كاريس بشار، عصام عبه جي، عابد فهد، سيف الدين سبيعي، روعة ياسين، صفاء رقماني، باسل خياط، توفيق العشا، محمد قنوع، فادي صبيح، عاصم حواط، محمد حداقي، عادل شكري، محمد خير الجراح، إيمان عبد العزيز، فراس نعناع، لينا علوش، عدنان أبو الشامات، دينا. بالاشتراك مع: وفاء موصللي، ليلى سمور، هالة حسني، صباح بركات. |            |             |              |             |                                       |              |                                |        |

| م | الموسم     | عدد الحلقات | الإسم | إخراج           | قصة وحوار                     | تاريخ العرض    | شركة الإنتاج                   | مصادر |
| --- | ---------- | ----------- | ----- | --------------- | ----------------------------- | -------------- | ------------------------------ | ----- |
| 14 | مرايا 2003 | 30          | -     | سيف الدين سبيعي | ياسر العظمة نور الدين الهاشمي | 26 أكتوبر 2003 | مواكب للعلوم والدعاية والإعلان |       |
| بطولة: ياسر العظمة، سلمى المصري، صباح الجزائري، جهاد عبدو، فرح بسيسو، حسن دكاك، ضحى الدبس، باسل خياط، روعة ياسين، عارف الطويل، دينا هارون، محمد قنوع، عبد الحكيم قطيفان، قيس الشيخ نجيب، هالة حسني، عصام عبه جي، سوسن أرشيد، محمد خير الجراح، عاصم حواط، توفيق العشا، صبحي الرفاعي، غزوان الصفدي، إيمان عبد العزيز، فادي صبيح، محمد حداقي، لينا كرم، رامي حنا، ليليا الأطرش، عبدالجليل آل يحيى، عادل شكري، محمد خاوندي، عدنان أبو الشامات، أيمن بهنسي، نزار أبو حجر ، عامر السبيعي، ياسين أرناؤوط، محمد الحريري، أدهم مرشد، مريم عطالله، أنجيلا زهراء، محمد قنوع، هلا يمان. بالاشتراك مع: لينا حوارنة، عبد المنعم عمايري، نضال سيجري. ضيف الشرف: رفيق السبيعي |            |             |       |                 |                               |                |                                |       |

| م | الموسم     | عدد الحلقات | الإسم      | إخراج       | قصة وحوار   | تاريخ العرض    | شركة الإنتاج           | مصادر |
| --- | ---------- | ----------- | ---------- | ----------- | ----------- | -------------- | ---------------------- | ----- |
| 15 | مرايا 2004 | 30          | عشنا وشفنا | مأمون البني | ياسر العظمة | 15 أكتوبر 2004 | شركة عرب للإنتاج الفني |       |
| بطولة: صباح الجزائري، ضحى الدبس، صباح بركات، حسن دكاك، عبد الحكيم قطيفان، عصام عبه جي، محمد خير الجراح، باسل خياط، روعة ياسين، دينا هارون، نزار أبو حجر، محمد خاوندي، مكسيم خليل، محمد حريري، محمد حداقي، فوزي بشارة، أدهم مرشد، عدنان أبو الشامات . |            |             |            |             |             |                |                        |       |

| م | الموسم     | عدد الحلقات | الإسم        | إخراج       | قصة وحوار                             | تاريخ العرض   | شركة الإنتاج           | مصادر  |
| --- | ---------- | ----------- | ------------ | ----------- | ------------------------------------- | ------------- | ---------------------- | ------ |
| 16 | مرايا 2005 | 30          | أحلى المرايا | مأمون البني | ياسر العظمة مازن طه نور الدين الهاشمي | 4 أكتوبر 2005 | شركة عرب للإنتاج الفني | [ 23 ] |
| بطولة: ياسر العظمة، بشار إسماعيل، عبير شمس الدين، حسن دكاك، كاريس بشار، عارف الطويل، مها المصري، عصام عبه جي، عابد فهد، سيف الدين السبيعي، روعة ياسين، مرح جبر، صفاء رقماني، باسل خياط، توفيق العشا، محمد قنوع، فادي صبيح، عاصم حواط، محمد حداقي، محمد خير الجراح، إيمان عبد العزيز، سليم كلاس، سامية الجزائري ، سلمى المصري، صباح الجزائري، جهاد عبدو، فرح بسيسو، عدنان أبو الشامات، دينا هارون، وفاء موصللي، ليلى سمور، هالة حسني، صباح بركات، أيمن بهنسي،عبد القادر المنلا. |            |             |              |             |                                       |               |                        |        |

| م | الموسم     | عدد الحلقات | الإسم | إخراج       | قصة وحوار                     | تاريخ العرض    | شركة الإنتاج                                      | مصادر  |
| --- | ---------- | ----------- | ----- | ----------- | ----------------------------- | -------------- | ------------------------------------------------- | ------ |
| 17 | مرايا 2006 | 30          | -     | هشام شربتجي | ياسر العظمة نور الدين الهاشمي | 23 سبتمبر 2006 | قناة انفينتي بالتعاون مع شركة الريف للإنتاج الفني | [ 24 ] |
| بطولة: ياسر العظمة، حسن دكاك، صفاء سلطان، محمد خير الجراح، إيمان عبد العزيز، هالة حسني، نزار أبو حجر، باسل خياط، روعة ياسين، محمد قنوع، مكسيم خليل، سوسن أرشيد، أنجيلا زهراء، هلا يماني، وضاح حلوم، عبد المنعم عمايري، لورا أبو أسعد، عارف الطويل، أدهم مرشد، سيف الدين سبيعي، محمد خاوندي، بشار إسماعيل، جهاد عبده، دينا هارون، عامر السبيعي ، عدنان أبو الشامات، مديحة كنيفاتي. |            |             |       |             |                               |                |                                                   |        |

| م | الموسم     | عدد الحلقات | الإسم | إخراج         | قصة وحوار   | تاريخ العرض   | شركة الإنتاج       | مصادر         |
| --- | ---------- | ----------- | ----- | ------------- | ----------- | ------------- | ------------------ | ------------- |
| 18 | مرايا 2011 | 30          | -     | سامر البرقاوي | ياسر العظمة | 31 يوليو 2011 | قبنض للإنتاج الفني | [ 25 ] [ 26 ] |
| بطولة: ياسر العظمة، سليم كلاس، علي كريم، وفاء موصللي، حسن دكاك، هالة حسني، عبد الحكيم قطيفان، جهاد عبدو ، سلمى المصري، صباح الجزائري، عابد فهد، محمد قنوع، مرح جبر ، أيمن بهنسي، رهف شقير . |            |             |       |               |             |               |                    |               |

| م | الموسم     | عدد الحلقات | الإسم | إخراج    | قصة وحوار                     | تاريخ العرض  | شركة الإنتاج         | مصادر  |
| --- | ---------- | ----------- | ----- | -------- | ----------------------------- | ------------ | -------------------- | ------ |
| 19 | مرايا 2013 | 30          | -     | عامر فهد | ياسر العظمة نور الدين الهاشمي | 8 يوليو 2013 | مؤسسة الشروق للإعلام | [ 27 ] |
| بطولة: صباح الجزائري، ضحى الدبس، علي كريم، جرجس جبارة، محمد قنوع، باسل حيدر، محمد خاوندي، علي الإبراهيم، ولاء مرعشلي، علا الباشا. |            |             |       |          |                               |              |                      |        |

- سامية الجزائري
- عصام عبه جي
- فرح بسيسو
- روعة ياسين
- سلمى المصري
- سليم كلاس
- حسن دكاك
- ياسر العظمة
- المخرج حاتم علي

- عابد فهد
- هالة شوكت
- جرجس جبارة
- عدنان بركات
- أدهم الملا
- رضوان عقيلي
- مي سكاف

### الممثلون بحسب الظهور
| الإسم           | الموسم | عدد المواسم |
| --------------- | --- | ----------- |
| ياسر العظمة     | 1982 \| 1984 \| 1986 \| 1988 \| 1991 \| 1995 \| 1996 \| 1997 \| 1998 \| 1999 \| 2000 \| 2001 \| 2002 \| 2003 \| 2004 \| 2005 \| 2006 \| 2011 \| 2013 | 19          |
| عصام عبه جي     | 1982 \| 1986 \| 1988 \| 1995 \| 1996 \| 1997 \| 1998 \| 1999 \| 2000 \| 2001 \| 2002 \| 2004 \| 2005 \|2011                                          | 14          |
| سامية الجزائري  | 1982 \| 1984 \| 1996 \| 1997 \| 1999 \| 2005 | 6           |
| سليم كلاس       | 1982 \| 1984 \| 1986 \| 1988 \| 1995 \| 1996 \| 1997 \| 1998 \| 1999 \| 2000 \| 2005 \| 2011                                                         | 12          |
| توفيق العشا     | 1982 \| 1984 \| 1986 \| 1988 \| 1995 \| 1996 \| 1997 \| 1998 \| 1999 \| 2000 \| 2001 \| 2002 \| 2005                                                 | 13          |
| وفاء موصللي     | 1998 \| 1999 \| 2001 \| 2002 \| 2005 \| 2011 | 6           |
| حسن دكاك        | 1995 \| 1996 \| 1997 \| 1998 \| 1999 \| 2000 \| 2001 \| 2002 \| 2003 \| 2004 \| 2005 \| 2006 \| 2011                                                 | 13          |
| سلمى المصري     | 1998 \| 1999 \| 2000 \| 2003 \| 2005 \| 2011 | 6           |
| بشار إسماعيل    | 1996 \| 1998 \| 1999 \| 2000 \| 2001 \| 2002 \| 2004 \| 2005 \| 2006                                                                                 | 9           |
| محمد خير الجراح | 2002 \| 2004 \| 2005 \| 2006 | 4           |
| عارف الطويل     | 1997 \| 1998 \| 1999 \| 2000 \| 2001 \| 2004 \| 2005 \| 2006                                                                                         | 8           |
| نزار أبو حجر    | 2004 \| 2006 | 2           |
| ضحى الدبس       | 2003 \| 2004 \| 2006 \| 2011 \| 2013 | 5           |
| صباح الجزائري   | 2004 \| 2005 \| 2011 \| 2013 | 4           |
| محمد قنوع       | 1995 \| 1996 \| 1998 \| 1999 \| 2000 \| 2001 \| 2002 \| 2005 \| 2006 \| 2011 \| 2013                                                                 | 11          |
| مها المصري      | 1988 \| 1995\| 1996\| 1997\| 1998\| 1999\| 2000\|2005                                                                                                | 8           |